# Reservas de Petróleo no Brasil
O Brasil detém 16.184.100.000 barris de reservas comprovadas de petróleo em 2016, ocupando o 15º lugar no mundo e respondendo por cerca de 1,0% das reservas totais de petróleo do mundo de 1.650.585.140.000 barris.
O Brasil possui reservas provadas equivalentes a 14,9 vezes seu consumo anual. Isso significa que, sem as Exportações Líquidas, restariam cerca de 15 anos de petróleo (nos níveis atuais de consumo e excluindo reservas não comprovadas). O Brasil é o maior produtor de petróleo da América do Sul, o oitavo maior produtor mundial de petróleo, o oitavo maior consumidor de petróleo e possui as maiores reservas de petróleo ultraprofundas recuperáveis do mundo. A produção de petróleo do Brasil é predominantemente offshore (96,7 por cento), com a petrolífera nacional Petrobras respondendo por 73 por cento da produção de petróleo e gás do Brasil. O mercado de petróleo e gás é, há anos, responsável pela maior parte dos investimentos da economia brasileira, com cerca de 10% do PIB do país. O Brasil ocupa posição de destaque na exploração e produção de petróleo offshore por possuir a prolífica província do pré-sal, cujo petróleo é de alta qualidade, com igual produtividade dos campos. A Agência Internacional de Energia (IEA) destaca a relevância do Brasil. Reformas energéticas significativas, frequentes descobertas de petróleo, juntamente com rodadas de licitações de petróleo recentes e futuras, têm atraído Companhias Petrolíferas Internacionais (IOCs) de todo o mundo para licitar oportunidades no Brasil. Além disso, algumas empresas internacionais também começaram a se interessar e investir no subsetor downstream brasileiro por meio da aquisição de redes de gasodutos e da construção de terminais de gás natural liquefeito. Há um potencial maior para as exportações americanas de equipamentos e serviços, com menores requisitos de conteúdo local. O Plano de Expansão de Energia (PDE) 2021–2030 do Brasil prevê que os investimentos em exploração e produção (E&P) de petróleo e gás variam de US$ 415 bilhões a US$ 454 bilhões neste período Esses números refletem uma avaliação dos investimentos agregados de toda E&P no Brasil.